# Braelon Allen
Braelon Allen (Fond du Lac, 20 gennaio 2004) è un giocatore di football americano statunitense che milita nel ruolo di running back per i New York Jets della National Football League (NFL).

## Carriera universitaria
Allen al college giocò a football a Wisconsin dal 2021 al 2023. Giocò negli special team solo durante la sua prima partita nel college football. Dopo che la squadra perse tre delle prime quattro gare, Allen iniziò a giocare più snap assieme al tailback titolare Chez Mellusi. L'altro tailback Jalen Berger lasciò la squadra e altri tre running back si trasferirono via dal college. Allen disputò la sua prima gara da 100 yard nella quinta partita contro Illinois. All'inizio di novembre, Mellusi subì un infortunio che pose fine alla sua stagione e Allen divenne il running back titolare. Nel Las Vegas Bowl 2021 contro Arizona State, corse 159 yard e fu nominato miglior giocatore dell'incontro. La sua prima stagione si chiuse con 1.268 yard corse e 12 touchdown. Nel 2022 corse 1.248 yard e 11 touchdown mentre nel 2023 ebbe 984 yard corse e 12 marcature. Il 28 novembre 2023 annunciò la sua intenzione di passare tra i professionisti.

## Carriera professionistica

### New York Jets
Allen fu scelto nel corso del quarto giro (134º assoluto) del Draft NFL 2024 dai New York Jets. Nel secondo turno contro i Tennessee Titans divenne il giocatore più giovane a segnare un touchdown nella NFL (20 anni e 239 giorni) dai tempi di Arnie Herber nel 1930. La sua partita si chiuse con 41 yard corse, 23 ricevute e 2 touchdown totali, venendo premiato come rookie della settimana. La sua prima annata terminò con 334 yard corse, 2 touchdown su corsa e uno su ricezione disputando tutte le 17 partite, di cui 2 come titolare.

## Palmarès
- Rookie della settimana: 1

2ª del 2024